# District historique de Doña Ana Village
Le district historique de Doña Ana Village est un district historique à Doña Ana (en) au Nouveau-Mexique aux États-Unis. Il a été classé au Registre national des lieux historiques en 1996. Le classement inclut 27 biens contributifs (en) sur une zone de 90 acres (36 hectares).
Le district historique de Doña Ana Village inclut l'église Notre-Dame-de-la-Purification (en) qui est également classée séparément au Registre national des lieux historiques.

## Source
- (en) Cet article est partiellement ou en totalité issu de l’article de Wikipédia en anglais intitulé « Dona Ana Village Historic District » (voir la liste des auteurs).